# HD 134060
HD 134060 (HR 5632) é uma estrela na constelação de Circinus. Com uma magnitude aparente visual de 6,29, pode ser vista a olho nu em excelentes condições de visualização. De acordo com em medições de paralaxe, está localizada a aproximadamente 78,4 anos-luz (24,0 parsecs) da Terra.
HD 134060 é uma estrela de classe G da sequência principal (anã amarela) parecida com o Sol, com um tipo espectral de G0VFe+0.4 e temperatura efetiva de 5 914 K. Possui uma massa de 107% da massa solar e está brilhando com 140% da luminosidade solar. Sua metalicidade, a abundância de elementos que não são hidrogênio e hélio, é superior à solar, com abundância de ferro de 123% do valor solar.
Em 2011 foi anunciada a descoberta com o espectrógrafo HARPS de dois planetas orbitando HD 134060, descobertos pelo método da velocidade radial. O mais próximo possui uma massa de mais de 11 vezes a massa da Terra. Orbita muito perto da estrela, a uma distância média de 0,04 UA e período orbital de 3,27 dias. O outro planeta possui massa mínima de 47,9 vezes a massa da Terra e orbita a estrela a uma distância média de 2,23 UA com período de 1 161 dias.
| Planeta | Massa            | Semieixo maior (UA) | Período orbital (dias) | Excentricidade |
| ------- | ---------------- | ------------------- | ---------------------- | -------------- |
| b       | >11,17 ± 0,66 M⊕ | 0,0444 ± 0,0007     | 3,2700 ± 0,0002        | 0,40 ± 0,04    |
| c       | >47,9 ± 22,5 M⊕  | 2,226 ± 0,051       | 1 161 ± 27             | 0,75 ± 0,19    |